# Zbůch
Zbůch är en ort i Tjeckien.   Den ligger i regionen Plzeň, i den västra delen av landet, 100 km sydväst om huvudstaden Prag. Zbůch ligger 358 meter över havet och antalet invånare är 1 890.
Terrängen runt Zbůch är platt, och sluttar österut.Runt Zbůch är det ganska tätbefolkat, med 134 invånare per kvadratkilometer. Närmaste större samhälle är Plzeň, 13,3 km nordost om Zbůch. Trakten runt Zbůch består till största delen av jordbruksmark.